# Gibson J-45
Gibson J-45 je model akustické kytary, který ve své originální verzi vyrábí americká společnost Gibson Guitar Corporation. Uveden byl v roce 1942 jako nástupce předchozího modelu J-35. Původně byla určena k delší trvanlivosti a byla neozdobná. Přední část těla kytary je vyráběna ze smrku sitka, zatímco boky a zadní část těla, stejně jako krk, jsou vyrobeny z mahagonu. Na výrobu hmatníku a kobylky je používán palisandr. Později byla kytara modifikována. Původní prodejní cena kytary byla 45 dolarů, což byla tehdejší průměrná týdenní mzda. Kytaru používali například Buddy Holly a Woody Guthrie. Roku 2014 byla uvedena limitovaná edice kytary inspirovaná nástrojem, na který hrál Donovan.